# Distretto elettorale di Omaruru
Il distretto elettorale di Omaruru è un distretto elettorale della Namibia situato nella Regione degli Erongo con 8.577 abitanti al censimento del 2011. Il capoluogo è la città di Omaruru.